# Crastinocerus idoneiformis
Crastinocerus idoneiformis är en stekelart som först beskrevs av Brethes.  Crastinocerus idoneiformis ingår i släktet Crastinocerus och familjen Eumenidae. Inga underarter finns listade i Catalogue of Life.